# Écriture comptable
Une écriture comptable est une opération consistant à enregistrer un flux commercial, économique ou financier à l'intérieur de comptes. Les écritures sont portées dans un document appelé journal. Dans une entreprise, l'ensemble des écritures comptables va approvisionner ses états financiers que sont le bilan, le compte de résultat et l'annexe.

## Enjeux de l'écriture comptable
En comptabilité, l'écriture est donc l'opération de base sur laquelle s'appuie toute la chaîne de production des résultats comptables.
Elle peut traduire l'impact financier d'un flux dans la comptabilité de l'entreprise et alimente ses états financiers que sont le bilan, le compte de résultat et l'annexe.

## Caractéristiques de l'écriture comptable
Cette opération doit s'effectuer dans le respect de certaines règles :
- suivre le principe de la comptabilité en partie double : la somme des lignes mouvementées au débit est égale à la somme des lignes mouvementées au crédit ;
- être inscrite dans un journal comptable : journal des ventes pour une facturation à un client, journal des achats pour un approvisionnement ; journal de banque pour un mouvement bancaire, journal des opérations diverses pour le reste, etc. ;
- être justifiée par un événement économique souvent documenté par une pièce comptable, par exemple une facture dans le cas d'une facturation à un client, un tableau d'amortissement, un journal de paie, un relevé de compte bancaire ;
- ne pouvoir être modifiée une fois qu'elle est validée dans un journal : en cas d'erreur, on modifie l'écriture comptable par une ou plusieurs autres écritures ;
- chaque écriture doit comporter un libellé, c'est une description de l'opération ;
- chaque montant de l'écriture doit être affecté à un compte inscrit dans le plan comptable ;
- être datée :
  - comporter une date de valeur : pour respecter le principe de séparation des exercices, la date de valeur correspond à la date à laquelle l'événement a eu lieu (le jour de la livraison des marchandises par exemple, pour un achat),
  - comporter une date de mouvement : le jour où la pièce comptable ou l'événement afférant est comptabilisé.

Les écritures sont ensuite reportées dans le Grand livre qui contient le détail des opérations compte par compte. C'est à partir des mouvements portés dans le Grand Livre que sera produite la balance qui servira à bâtir les documents comptables officiels (bilan, compte de résultat, annexes) et à alimenter le reporting de gestion.
Une écriture comptable se représente généralement ainsi : 

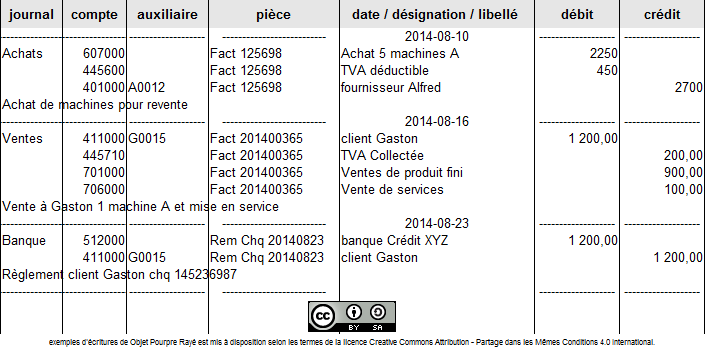
Image créée pour illustrer la présentation habituelle des écritures comptables dans un brouillard.

## Pourquoi tous ces détails?
Les bases de données d'un progiciel de comptabilité sont structurellement mouvantes : aux dates valeurs correspondantes, elles prennent en compte toute saisie ou modification au signalétique de l'évènement comptable, que ces modifications soient antérieures, simultanées ou postérieures à la saisie initiale et l'on peut sans peine faire des lettrages.
Il est essentiel également d'éviter toute conduite frauduleuse. Imaginons une entreprise moyenne dont le département comptable comporte plusieurs employés dont les tâches sont séparées, un comptable saisit une facture fictive dont le libellé bancaire correspond à son propre numéro de compte. Elle sera payée en toute bonne foi par son collègue chargé du paiement des factures fournisseurs. Si elle est ensuite soustraite physiquement des archives et virtuellement du progiciel de comptabilité sans qu'aucune écriture soit extourne, il est difficile, voire impossible de prouver l'origine de l'erreur. Cet exemple est très fruste, la créativité humaine en ce domaine est sans limite.

## L'objectif
Les écritures comptables servent à produire une information financière fiable et comparable pour chaque entreprise.
L’objectif étant de tenir une comptabilité régulière au fil des mois afin d’obtenir un bilan complet à la fin de l’exercice.
Pour ce faire, plusieurs types d’écritures sont indispensables, tout d’abord celles qui permettent d’enregistrer les factures fournisseurs (tout ce qu’achète l’entreprise doit être justifié par une facture = preuve).
| Date | N° compte | Intitulé du compte    | Libellé            | Débit | Crédit |
| ---- | --------- | --------------------- | ------------------ | ----- | ------ |
| X    | 607       | Achat de marchandises | Facture d'achat N° | X     |        |
| X    | 44566     | TVA déductible        | Facture d'achat N° | X     |        |
| X    | 401       | Fournisseur           | Facture d'achat N° |       | X      |

Les factures clients sont celles que l’entreprise donne à ses clients comme garantie de vente des produits, marchandises ou services.
| Date | N° compte | Intitulé du compte    | Libellé             | Débit | Crédit |
| ---- | --------- | --------------------- | ------------------- | ----- | ------ |
| X    | 411       | Client                | Facture de vente N° | X     |        |
| X    | 44571     | TVA collectée         | Facture de vente N° |       | X      |
| X    | 707       | Vente de marchandises | Facture de vente N° |       | X      |

Pour tenir une comptabilité il faut enregistrer les rentrées et les sorties d’argent de la banque, généralement les logiciels de comptabilité sont équipés de mécanismes qui permettent d’importer tous les mouvements du compte de l’entreprises vers le logiciel comptable. Ce logiciel traduit ces mouvements en écritures comptables.
Par exemple pour les écritures d’achats :
| Date | N° compte | Intitulé du compte | Libellé | Débit | Crédit |
| ---- | --------- | ------------------ | ------- | ----- | ------ |
| X    | 401       | Fournisseur        | Chq N°  | X     |        |
| X    | 512       | Banque             | Chq N°  |       | X      |

Ou pour les écritures de ventes :
| Date | N° comte | Intitulé du compte | Libellé | Débit | Crédit |
| ---- | -------- | ------------------ | ------- | ----- | ------ |
| X    | 411      | Client             | Prl N°  |       | X      |
| X    | 512      | Banque             | Prl N°  | X     |        |

Le but de toutes ces écritures est de pouvoir faire le lien entre les factures de ventes et d’achats et les mouvements du compte bancaire de l’entreprise.